# I believe in love (Honeypie)
I believe in love is een single uit 1972 van het Nederlandse duo Honeypie, bestaande uit Patricia Paay en Yvonne Keeley. De single stond vier weken in de Tipparade van Radio Veronica maar bereikte de hoofdlijsten niet.
De single werd naast Nederland ook in Frankrijk uitgebracht. Het nummer op de A-kant en Ai, ai, ai, he peeped through my window op de B-kant werden geschreven door Dries Holten en Hans van Hemert. Hans van Hemert was de producer en Harry van Hoof arrangeerde het werk.
De zangeressen zijn zussen van elkaar en werkten vaker samen, maar niet meer onder de naam Honeypie. I believe in love kwam dan ook niet terug op een album van de zangeressen, maar wel op Hits voor zomaar een zomeravond waarop liedjes verzameld staan die Hans van Hemert schreef en produceerde.